# Грем'яче (Казахстан)
Грем'яче (каз. Гремячее) — село у складі Байтерецького району Західноказахстанської області Казахстану. Входить до складу Атамекенського сільського округу.
У радянські часи село називалось Грем'ячий.
Населення — 28 осіб (2021; 65 у 2009, 150 у 1999, 177 у 1989).